# Тимирязевская (станция монорельса)
«Тимиря́зевская» — закрытая конечная станция Московского монорельса. Следующая станция на линии — «Улица Милашенкова». Находится на территории Бутырского района Северо-Восточного административного округа города Москвы. Имела переход на станцию метро «Тимирязевская» Серпуховско-Тимирязевской линии.

## История
Строительство станции началось в апреле—мае 2003 года, когда на пути монорельса было снесено служебное здание Мосметростроя.
20 ноября 2004 года линия монорельса начала работать в «экскурсионном режиме». На линии работало 2 состава, интервал движения — 30 минут, время работы — с 10:00 до 16:00, посадка осуществлялась только на станции «Улица Сергея Эйзенштейна», выход на любой станции.
Для входа пассажиров станция была открыта 29 ноября 2004 года. С июля 2005 года в связи с продлением времени работы монорельса был введён новый режим работы станции: с 7:50 до 20:00.
С 10 января 2008 года по 22 января 2017 года Московский монорельс работал в режиме городского общественного транспорта, станция была открыта для входа и выхода пассажиров с 6:50 до 23:00.
С 23 января 2017 года с возвращением экскурсионного режима станция открывалась для пассажиров с 7:50 до 20:00.
Закрыта вместе со всеми станциями монорельса вечером 27 июня 2025 года.

## Вестибюли, пересадки и окрестности

### Вестибюли, входы и выходы
Станция имела один вестибюль с западной стороны платформы. Вестибюль был оборудован двумя кассами, четырьмя турникетами на вход (включая один специальный у дежурного и один багажный) и двумя турникетами на выход (один из которых — багажный). На нижнем уровне станции находился ряд служебных помещений. В вестибюле имелся медпункт. С восточной стороны станции имелись отдельные входы к лифту для инвалидов и пожарной лестнице.
К западному торцу платформы, находящейся на втором уровне, вёл трёхленточный поэтажный эскалатор со стеклянными балюстрадами. В восточном торце платформы находилось служебное помещение для дежурного по станции и проходы к лифту для спуска и подъёма инвалидных колясок и пожарной лестнице.

### Пересадки
В 50 метрах от станции расположены станция метро «Тимирязевская» Московского метрополитена и платформа Тимирязевская Савёловского направления Московской железной дороги.
Была возможна бесплатная пересадка между станцией «Тимирязевская» МЦД-1 и станцией «Тимирязевская» метрополитена и монорельса. 

### Объекты вблизи станции
От станции можно пройти к Дмитровскому шоссе (150 м), улицам Яблочкова и Фонвизина (100 м).
В непосредственной близости от станции находятся:
- молл «Депо» (включая супермаркет «Пятёрочка» и ресторан «Му-му»);
- ТЦ «Тимирязевский»;
- конечная автобусная станция «Ст. м. „Тимирязевская“» («Ул. Яблочкова»);
- компания «АСВТ».

## Наземный общественный транспорт
На этой станции можно пересесть на следующие маршруты городского пассажирского транспорта:
- Автобусы: м40, 23, 319, 447, 512, 519, с532, 539, с585, т78, н10

## Станция в цифрах
- Код станции — 200.
- Станция открывается в 8 часов 00 минут, станция закрывается для входа пассажиров в 20 часов 00 минут.[3]

## Техническая характеристика
Конструкция станции — надземная с островной платформой, сооружена на эстакаде по индивидуальному проекту. Организация-проектировщик: ОАО «Метрогипротранс». Длина платформы: 40,150 м, ширина платформы: 9,550 м.

## Оформление
Платформа закрыта от осадков трёхсводчатым металлическим навесом, который поддерживался шестью парами опор по оси станции. Пути с внешних сторон открыты, имелись лишь небольшие технические сетчатые металлические балконы с перилами. В середине платформы была сооружена металлоконструкция с названием станции и указателями, в нижней части которой находилась прямоугольная деревянная скамья со спинкой.

## Путевое развитие
На станции имелась разворотная петля и стрелка оборотного типа с тупиковым путём для отстоя аварийного или резервного состава.

## Фотографии
| - Общий вид станции со стороны входа в вестибюль - Общий вид справа от входа - Вид справа - Вид сзади (с восточного торца). Входы на пожарную лестницу и к лифту для инвалидов - Вестибюль - Эскалаторы на платформу - Двери перед платформой - Общий вид платформы - Прибытие поезда - Путевое развитие: разворотная петля, стрелка и тупиковый путь - Указатель «К поездам до станции» - Название станции - Указатель выходов - Вид в сторону станции «Улица Милашенкова» |